# 하케타 타케후미
하케타 타케후미(일본어: 羽毛田丈史, 1960년 5월 23일 ~)는 일본의 작곡가, 편곡가, 음악 프로듀서이자 피아니스트다. 일본의 간세이가쿠인 대학 법학전문대학원에 졸업하였다.

## 작품

### 드라마
- 2000년 《이케부쿠로 웨스트 게이트 파크》
- 2005년 《루리의 섬》
- 2008년 《루키즈》

### 다큐멘터리
- 2003년 《문명의 길》 (유라시아 로드)
- 2008년 《병의 기원》

### 애니메이션
- 2008년 《서양골동양과자점》